# Laevidentalium erectum
Laevidentalium erectum är en blötdjursart som först beskrevs av Sowerby 1860.  Laevidentalium erectum ingår i släktet Laevidentalium och familjen Laevidentaliidae. Inga underarter finns listade i Catalogue of Life.